# Streptocephalus sealii
Streptocephalus sealii är en kräftdjursart som beskrevs av John Adam Ryder 1879. Streptocephalus sealii ingår i släktet Streptocephalus och familjen Streptocephalidae. Inga underarter finns listade i Catalogue of Life.